# Херон-Лейк (город, Миннесота)
Херон-Лейк (англ. Heron Lake) — город в округе Джэксон, штат Миннесота, США. На площади 2,7 км² (2,7 км² — суша, водоёмов нет), согласно переписи 2002 года, проживают 768 человек. Плотность населения составляет 279,3 чел./км².
- Телефонный код города — 507
- Почтовый индекс — 56137
- FIPS-код города — 27-28700[1]
- GNIS-идентификатор — 0644907[2]